# ねぶら
ねぶらは、ランティスウェブラジオにて配信されていたNavel/Lime関連のインターネットラジオ番組である。パーソナリティは後藤邑子と荻原秀樹。
番組中のあいさつは「ねぶらじわ」。
2005年配信開始。毎週配信で、ウェブラジオとしては珍しい長寿番組であったが、後藤の病気療養のため2012年5月22日の第358回（後藤の出演は第357回まで）をもっていったん休止することとなった。2年の空白を置いた2014年8月4日より隔週配信の形で再開したが、同年12月8日がランティスウェブラジオでは最後の配信となり、直後の12月14日のニコニコ動画の生放送「ねぶら 真の最終回スペシャル！〜ねぶりねぶられ9年4ヵ月〜」をもって最終回を飾った。

## 番組基本情報
- 放送期間：第1回 2005年7月18日 - 第358回 2012年5月22日・第359回 2014年8月4日 - 第368回 2014年12月9日
- 配信サイト（配信日）：ランティスウェブラジオ（月曜日）
- パーソナリティ：後藤邑子、荻原秀樹
- 代打パーソナリティ：YURIA、橋本みゆき、美郷あき
- ディレクター：若杉晋吾（通称：若、ドSディレクター）
- ミキサー：大福雄介（通称：フィアリー）
- 構成作家：西原健太郎（通称：チャーリー）

## コーナー

### 週替わりコーナー
邑子がZUBARI!（第1回 - ）
リスナーからの質問に後藤邑子が答える。荻原が異常なハイテンションで進行し、いわゆる大喜利的なコーナーで後藤のボケが光る。
ハンメルンの笛吹き（第28回 - ）
リスナーからのお悩み相談に「ハンメルン」（荻原秀樹）が答える。ハンメルンの助手「むらっち」（後藤邑子）の進行による実質恋愛相談コーナー。前フリは必ず荻原の近況をいじる一文を後藤が読み上げて始まり、締めはハンメルンによる即興のリコーダー演奏。あくまで荻原と後藤ではなく、それぞれの知り合いである「ハンメルン」と「むらっち」が出演しているという体裁をとっているが、トークが白熱するとしばしば素に戻る。
ちなみに「ハンメルン」というキャラは荻原の「半目」というキーワードから誕生した。「半目ラブチキン」の異名を持つ荻原本人と違い、ハンメルンは「女性にモテモテで、この街で有名なさすらいの笛吹き」であるという設定。
一方、後藤扮する「むらっち」は洟垂れ小僧のような声を出してはいるが、妻子持ち、妻は山梨に居るという設定である。
橋本みゆきが助手の時は「みゆきっち」が進行し、ゲストが出る際も必ず「〜っち」という名前を後に付けて出演する。
天国ウィーク（第153回 - ）
月1回放送。前半が後藤と荻原のフリートーク、後半がメールを読んでのフリートークを展開する。それ以外のコーナーは、告知を除いて休止。前半・後半とも約10分前後の時間が与えられ、基本的にカットなしだが、時間切れになると話の途中でもゴングが鳴って強制的に終了する。
Back To The Shinjin（第155回 - ）
新人らしい体験をしたことのない後藤に対して、新人の初々しい頃を思い出してもらおうと言う主旨で始まったコーナー。毎回違うお題で荻原と後藤が対決を行う。

### レギュラーコーナー
もぎたて! ねぶらインフォメーション!
Navel・Lime・パーソナリティーに関連する情報の告知。
クイズ! 何をやってるんでしょ〜か?
パーソナリティの二人が挑戦していることをリスナーが音声だけで推測して番組に応募する。このコーナーはフリートークの長さによって無くなることがある。
また、荻原・後藤の誕生日がある週では告知コーナー以外のコーナーを休止して「誕生日スペシャル」となり、当人がスタッフから罰ゲームまがいの誕生日プレゼントを受けるのが恒例となっている。

## 箱番組
- バーベナ学園放送部 ぷちっ! （第013回 - 第032回）

リシアンサス（あおきさやか）とネリネ（永見はるか）がSHUFFLE!に関するトークをする。
- Soul Link テラ地球通信 （第030回 - 第075回）

永瀬沙佳役の増田ゆきと森崎七央役の佐久間紅美がSoul Linkに関するトークをする。

## ゲスト
- 第8回（2005年9月5日配信分） YURIA
- 第9回（2005年9月12日配信分） 橋本みゆき
- 第11回（2005年9月26日配信分） あおきさやか
- 第13回（2005年10月10日配信分） 永見はるか
- 第21回（2005年12月5日配信分） 影山ヒロノブ
- 第24回（2005年12月26日配信分） 伊藤美紀
- 第27回（2006年1月16日配信分） 増田ゆき
- 第32・33回（2006年2月20・27日配信分） YURIA（後藤邑子の代行）
- 第34・35回（2006年3月6・13日配信分） 橋本みゆき・（Soul Link テラ地球通信のみ）南條愛乃・庄子裕衣
- 第36・37回（2006年3月20・27日配信分）（Soul link テラ地球通信のみ） 大野まりな
- 第38・39回（2006年4月3・10日配信分）（Soul link テラ地球通信のみ） 嶋方淳子
- 第42・43回（2006年5月1・8日配信分）（Soul link テラ地球通信のみ） 柳瀬なつみ
- 第48回（2006年6月12日配信分） 橋本みゆき
- 第64・65回（2006年10月2・9日配信分） 橋本みゆき（後藤邑子の代行）
- 第68・69回（2006年10月30日・11月6日） 橋本みゆき
- 第74・75・76回（2006年12月12・19・26日配信分） 橋本みゆき（荻原秀樹の代行）
- 第92回（2007年4月17日配信分） 井上美紀
- 第94回（2007年5月1日配信分） 伊藤美紀
- 第95回（2007年5月8日配信分） 西又葵（王雀孫もスポット出演）
- 第98回（2007年5月29日配信分） 橋本みゆき
- 第101回（2007年6月19日配信分） 永見はるか
- 第102回（2007年6月26日配信分） ひと美
- 第104回（2007年7月10日配信分） あおきさやか
- 第110回（2007年8月21日配信分） 美郷あき（後藤邑子の代行）
- 第111回（2007年8月28日配信分） 橋本みゆき（後藤邑子の代行）
- 第116・117回（2007年10月2・9日配信分） 増田ゆき・佐久間紅美
- 第122・123回（2007年11月13・20日配信分） YURIA・西又葵（第123回のみ王雀孫も出演）
- 第142回（2008年4月1日配信分） 増田ゆき
- 第144・145回（2008年4月15・22日配信分） 杉田智和
- 第160・161回（2008年8月5・12日配信分） 橋本みゆき
- 第179回（2008年12月16日配信分） プアゾン（後藤邑子のアルバムに登場するユニット）のレッド（後藤邑子）とゴールド（橋本みゆき）
- 第203回（2009年6月2日配信分） 橋本みゆき
- 第210・211回（2009年7月21日・28日配信分） 吉田真弓
- 第232回（2009年12月22日配信分） プアゾンのレッド（後藤邑子）・ゴールド（橋本みゆき）・パープル（櫻井優香）
- 第248・249回（2010年4月13日・20日配信分） アッチョリケ
- 第250 - 255回（2010年4月27日 - 6月1日） 橋本みゆき（後藤邑子の代行）
- 第257回（2010年6月15日配信分） 美郷あき
- 第289回（2011年1月25日配信分） アッチョリケ
- 第306回（2011年5月24日配信分） 西又葵・王雀孫・アッチョリケ
- 第312・313回（2011年7月5日・12日配信分） 美郷あき（後藤邑子の代行）
- 第362回（2014年9月16日配信分） 美郷あき
- 第366回（2014年11月11日配信分） 橋本みゆき

## エピソード・アクシデント
- 第1回（2005年7月18日配信）
  - 邑子がZUBARI!「荻原さんの新しいニックネームと言えば」というお題で、後藤が荻原を「半目」と名付ける。以後「半目兄さん」と呼ばれる事に。
- 第18回（2005年11月14日配信）
  - 荻原が番組に遅刻。途中まで後藤一人で番組進行をした。
  - 遅刻の理由は、本日番組の収録だと言う事を忘れていたから。
- 第32・33回（2006年2月20・27日配信）
  - 体調不良の後藤に代わりYURIAがパーソナリティに。
- 第42回（2006年5月1日配信）
  - Navel広報のAlAiがNavelをやめるため「AlAiさんスペシャル」を決行。「いきなりAlAi伝説」（暴露大会）等のコーナーを放送した。
- 第52回（2006年7月10日配信）
  - ねぶら出張版の対決に負けた増田ゆき、佐久間紅美の二人がADとして参加。
- 第56回（2006年8月7日配信）
  - 荻原の代名詞として定着するまでに至る「ラブチキン」という単語が初めて番組内で使われる。
- 第64・65回（2006年10月2・9日配信）
  - アルバム制作で多忙の後藤に代わり橋本みゆきがパーソナリティに。
- 第69回（2006年11月6日配信）
  - アルバム発売記念としてゲストを後藤邑子に、パーソナリティを橋本みゆきで番組を行った。
- 第74 - 76回（2006年12月12 - 26日配信）
  - 体調不良の荻原秀樹の代行として橋本みゆきがパーソナリティに。
- 第76回（2006年12月26日配信）
  - 第75回で最終回となった「Soul Link テラ地球通信」のワイド版を放送した。（ねぶら内のコーナーは「もぎたて！ねぶらインフォメーション！」以外は休み）
- 第93回（2007年4月24日配信）
  - 時事的に相応しくないコーナーをやってしまったため、エンディングはほぼカットされ、コーナー紹介とメール宛先・挨拶のみとなった。
- 第95回（2007年5月8日配信）
  - 「ハンメルンの笛吹き」では、西又葵が「あおいっち」として登場した。
  - また『SHUFFLE!』の各キャラクターが「立川のマックで誕生した」というエピソードが西又から語られた。
- 第103回（2007年7月2日配信）
  - 「ハンメルンの笛吹き」にて、荻原が別番組でやっている「似たようなコーナー」と二重投稿されたメールが紹介された。荻原は別番組での収録で先に回答を済ませていたため、この回の「ハンメルンの笛吹き」では具体的に相談に答えていない。しかし実際には「ねぶら」が先に放送された。
- ねぶらCD スペシャル（2007年07月11日発売）
  - 荻原により後藤も「ラブチキン」であるということが判明した。後に公開録音（第108回放送）時の「ハンメルンの笛吹き」で王雀孫にも言われている。なお、その件について後藤は必ず「私は良いチキン」と発言しているが、何が良いのかは不明である。
- 第107回（2007年7月31日配信）
  - 荻原が司会をする別番組の19回目の放送で、エンディングの際無意識に「ねぶら」のタイトルコールをしてしまったため、その弁解をこの回で行った。
- 第108回（2007年8月7日配信）
  - ねぶらCD発売記念の公開録音「ハンメルンと108つの煩悩」の模様が放送された。この公開録音は日曜夕方に行われたが、その理由は番組構成作家が関西で行われる集まれ昌鹿野編集部収録とのダブルブッキングをしてしまったため。
- 第110回（2007年8月20日配信）
  - 体調不良の後藤邑子に代わり、美郷あきがパーソナリティに。橋本みゆきの入れ知恵でいつもの『ねぶらじわ』ではなく荻原のCDタイトルである『ネバーサレンダー!』と挨拶。また、この回の「邑子がZUBARI!」は本来なら美郷が1人で回答するはずが、スタッフの機転により「秀樹がZUBARI!」に変更されて放送された。この回に限り美郷は出題側に回り、荻原がしどろもどろになりながら回答した。
- 第117回（2007年10月9日配信）
  - 第116回放送のクイズ!何をやってるんでしょ〜か?の対決に負けた荻原秀樹、後藤邑子がADに。勝った増田ゆき、佐久間紅美がパーソナリティとなった。また、放送開始の挨拶も第116回の放送でフリートークのネタになった「デラックス」に、番組内の挨拶も「Soul Link テラ地球通信」の「テラっす」となった。
- 第120回（2007年10月30日配信）
  - この回より第128回まで、「ノストラダムスに聞いてみろ♪」のラジオドラマを、ゲーム本編発売に先駆けて放送。
- 第122回（2007年11月13日配信）
  - 西又葵をゲストに招き、長年「発売延期」状態だった「俺たちに翼はない」の発売日の正式発表を行なった。
- 第124回（2007年11月27日配信）
  - 荻原の35歳の誕生日を祝うため、Lantisがスポンサーの番組にもかかわらず他社レーベルから発売された荻原のCD「Never Surrender」が放送でかかり、しかも『半目』つながりで「つなぎ」と称してガチャピンの着ぐるみがプレゼントされた。
- 第200回（2009年5月12日配信）
  - 200回記念として「ねぶらF1グランプリ」を実施。
- 第260回（2010年7月6日配信）
  - 後藤が番組に遅刻。オープニングは代理として構成作家のチャーリーが物真似をし、「邑子がZUBARI!」ではタクシーから電話での参加となった。遅刻の原因は目覚ましを1時間遅れでセットしていたため。後藤は起床から収録に向かうまで時計を確認しないほどねぶらが習慣化していたため、荻原からのメールが来るまで遅刻している事実に気づかなかった。
- 第280回（2010年11月23日配信）
  - カットされることが多くなっていた「クイズ! 何をやってるんでしょ〜か?」を、前の週で「絶対にやる!」と宣言したため、番組の最初に決行。終了後オープニングが流れるという構成になった。
- 第300回（2011年4月12日配信）
  - 300回記念として事前に電話番号を送ってきたリスナーに対して電話でのトークを試みた。電話をすることは事前に伝えておらず、運悪く出られなかったリスナーには留守番電話にメッセージを残す形となった。
- 第310回（2011年6月21日配信）
  - 後藤が欠席し、荻原とのトークを構成作家のチャーリーとエンジニアのフィアリーがゲストという形で収録した。
- 第311回（2011年6月28日配信）
  - 第310回に続き、後藤の代わりに、構成作家のチャーリーとディレクターの若がトークに入った。
- 第312回（2011年7月5日配信）・第313回（2011年7月12日配信）
  - 引き続き後藤が欠席し、代わりに美郷あきがゲスト出演。
- 第358回（2012年5月22日配信）
  - 後藤の病気療養に伴い、後藤復帰まで番組を休止することが発表された。この回は通常とは違って、荻原が休止の告知をするごく短い（3分弱）ものだった。
  - 本来この回で番組終了を発表するはずだった事が第368回で明かされた。
- 第359回（2014年8月5日配信）
  - 後藤が復帰し、荻原と共に隔週配信形式で番組を再開。
- 第365回（2014年10月28日配信）
  - 12月8日の更新で最終回を迎えることを発表。
- 第368回（2014年12月9日配信）
  - 最終回。12月14日にニコニコ動画の生放送で「ねぶら 真の最終回スペシャル！ 〜ねぶりねぶられ9年4ヵ月〜」を実施することを発表。

## 関連商品
- Soul Link DVD vol.1 初回限定版スペシャルCD ねぶら出張版
  - パーソナリティは後藤邑子、荻原秀樹、増田ゆき、佐久間紅美の4人。ねぶら第52回の前振りとなっている。
- ネーブル×ランティスラジオ『ねぶら』CD スペシャル（2007年07月11日発売）
  - 後藤邑子と荻原秀樹が歌う、ねぶら初のテーマソングCD『ねぶらdeメンボ☆』を1コーラス分のみ収録。当初は2007年05月23日発売予定だったが、同年07月11日に延期された。また、同年08月08日に発売された後藤邑子のマキシシングル『ヨロシクRED ZONE』にもテーマソングのフルバージョンがカップリングとして収録されている。
  - このCD発売にちなんで行われる、番組3回目の公開録音は東京秋葉原の石丸電気で「ハンメルンと108つの煩悩」（後に第108回で放送）というタイトルで行われた。
- ネーブル×ランティスラジオ『ねぶら』ねぶらCD おまとめ版 Volume.01
  - コミックマーケット73で限定発売されたアーカイブCD。ねぶら第1回 - 20回放送分と録り下ろし「ねぶらのツボ」をmp3ファイルで収録。
- ねぶら おまとめ盤 〜2009夏〜
  - コミックマーケット76で限定販売されたアーカイブCD。ねぶら第22回 - 49回から20回分（ゲスト回などが含まれていない）と録り下ろし「ねぶらのツボ2」をmp3ファイルで収録。

## 主題歌
- オープニングテーマ
  - 『Mirage Lullaby』（第1回 - 第97回）

作詞：AlAi / 作・編曲：アッチョリケ / 歌：YURIA
  - 『ねぶらdeメンボ☆』（第98回 - ）

作詞：西又葵 / 作曲：アッチョリケ / 編曲：細井聡司 / 歌：荻原秀樹&後藤邑子 with Navel
- エンディングテーマ
  - 『In the Sky』（第1回 - 第97回・第359回 - ）

作詞：AlAi / 作曲：内藤侑史 / 編曲：内藤侑史・広瀬充寿 / 歌：橋本みゆき
  - 『ねぶらdeメンボ☆ (off vocal)』（第98回 - 第358回）

作曲：アッチョリケ / 編曲：細井聡司